# 10000 lire 40º anniversario della Conferenza di Messina
Con D.M.T. 11 maggio 1995 venne autorizzata l'emissione di una moneta commemorativa in argento del valore nominale di 10000 lire dedicata al 40º anniversario della Conferenza di Messina. Tale emissione si inserisce nel solco delle coniazioni commemorative dedicate ad istituzioni o anniversari della Comunità Europea.

## Dati tecnici
Al dritto al centro è rappresentato il mito del Ratto d'Europa al di sopra di un globo terrestre stilizzato, lungo il cui profili è scritto il nome dell'autrice PERNAZZA, in giro è scritto "REPUBBLICA ITALIANA".
Al rovescio al centro un nastro compone l'indicazione del valore in ECU sovrapposta ad un globo terrestre sul quale è in rilievo una cartina dell'Europa, mentre a sinistra è indicata la data. L'indicazione del valore in lire è situato in basso, mentre alla sua destra si trova il segno di zecca R; il tutto è circondato dalle 12 stelle simbolo dell'Unione europea.
Nel contorno: godronatura discontinua
Il diametro è di 34 mm, il peso di 22 g e il titolo è di 835/1000
La moneta è presentata nella duplice versione fior di conio e fondo specchio, rispettivamente in 41.500 e 8.050 esemplari.